# Wendt & Kühn
Wendt & Kühn KG is een fabrikant van handgemaakte geverfde houten figuren en muziekdozen welke in de loop der jaren verzamelobjecten zijn geworden. De firma is gevestigd in het Duitse Saksen. Hun bekendste figuren zijn engelfiguren met groene vleugels en bloemenkinderen.
Het bedrijf werd opgericht in 1915 door Margarete Wendt en Margarete Kühn en is tot nu in handen van de Wendt-familie. Het hoofdkwartier is in de plaats Grünhainichen in Saksen. De firma heeft zo'n 155 werknemers waarvan ongeveer 80 figuurschilders, en 4 die gespecialiseerd zijn in het schilderen van gezichten van de figuurtjes.